# Walter Kuntze
Walter Kuntze (23 de febrero de 1883 - 1 de abril de 1960) fue un general y criminal de guerra alemán durante la II Guerra Mundial que comandó el 12.º Ejército. Fue el oficial comandante responsable de la ejecución de hombres y adolescentes en la masacre de Kragujevac, cuando civiles serbios fueron asesinados como represalia por el ataque a tropas alemanas, con un ratio de cien serbios por cado soldado alemán muerto. Kuntze fue asignado Lugarteniente del Comando Sureste de la Wehrmacht y Comandante en Jefe del 12.º Ejército el 29 de octubre de 1941. Esto era un nombramiento temporal, hasta que Wilhelm List pudiera retornar al servicio. El 31 de octubre, Franz Böhme presentó un informe a Kuntze en el que detallaba los fusilamientos en Serbia:
"Fusilados: 405 rehenes en Belgrado (total hasta ahora en Belgrado, 4750). 90 Comunistas en Campo Sebac. 2300 rehenes en Kragujevac. 1700 rehenes en Kraljevo."
Las ejecuciones de civiles serbios continuaron hasta bien entrado el año siguiente. Kuntze afirmó lo siguiente en la directiva de 9 de marzo de 1942:
"Cuanto más inequívocas y más duras sean las medidas de represalia aplicadas desde el principio menos será necesario aplicarlas más tarde. ¡Nada de falsos sentimentalismos! Es preferible que 50 sospechosos sean liquidados que un solo soldado alemán pierda su vida... Si no es posible traer a las personas que han participado de algún modo en la insurrección o capturarlas, se pueden considerar aconsejables medidas de represalia de tipo general, por ejemplo, el fusilamiento de todos los habitantes varones de las aldeas más cercanas, según a una proporción definida (por ejemplo, un alemán muerto: 100 serbios; un alemán herido: 50 serbios)."
Kuntze se rindió a las tropas Aliadas en 1945 y fue juzgado en el juicio de los rehenes en 1947. Fue hallado culpable y sentenciado a cadena perpetua, pero fue puesto en libertad condicional médica en 1953. Murió el 1 de abril de 1960.

## Condecoraciones
- Cruz de Caballero de la Cruz de Hierro el 18 de octubre de 1941 como General der Pioniere y comandante del XXXXII. Armeekorps[1]